# Janczewo (gmina Jedwabne)
Janczewo – wieś w Polsce położona w województwie podlaskim, w powiecie łomżyńskim, w gminie Jedwabne.
Prywatna wieś szlachecka Janczewo-Święchy położona była w drugiej połowie XVI wieku w powiecie wiskim ziemi wiskiej województwa mazowieckiego.
W latach 1954–1959 wieś należała i była siedzibą władz gromady Janczewo, po jej zniesieniu w gromadzie Jedwabne. W latach 1975–1998 miejscowość należała administracyjnie do województwa łomżyńskiego.
W pobliżu wsi przebiega droga wojewódzka nr 668.
Urodził się tu Józef Ramotowski.
Wierni kościoła rzymskokatolickiego należą do parafii św. Jakuba Apostoła w Jedwabnem.